# Pierre Gassendi
Pierre Gassendi (født 22. januar 1592, død 24. oktober 1655) var en fransk filosof.
Gassendi blev født ved Digne i Provence, og han blev 1616 doktor i teologi i Avignon. Han blev præsteviet 1617 og samme år lærer i filosofi ved Universitetet i Aix, men blev fordrevet i 1622, da jesuitterne kom til byen. Så opholdt han sig ofte i Paris.
1634 blev han provst ved domkirken i Digne. 1646 modtog han lærestolen i matematik ved College de France, men sygdom tvang ham 1648 til at rejse sydpå og efter ophold i forskellige byer, vendte han 1653 tilbage til Paris, hvor han efter sigende døde som følge af 13 åreladninger på en dag.
Gassendi, der var en elskværdig karakter med megen humor, stod i forbindelse med en lang række af tidens betydeligste mænd. Hans største betydning ligger i, at han har haft mod og evne til at påvise, at de overleverede beskyldninger mod Epikur, der blev betragtet som symbol på det mest udprægede hedenskab, var grundløse, samt i at han, uden dogmatisk at hævde den som eneste mulige grundlag for filosofiske forklaringer, har fremstillet atomlæren som bedst egnet til naturforklaringen.
Hans fremstilling er væsentlig i overensstemmelse med Epikur og Lukrets, men er dog på enkelte punkter omformet, så den bedre passede med den moderne mekaniske naturopfattelse og har nogen teologisk tillempning i udenværkerne.
Mod Descartes rettede han en skarpsindig og i flere henseender træffende kritik. Han talte sansningens og erfaringens sag, men i øvrigt er det verdensbillede, han selv antog, højst forskelligt fra det tilsyneladende umiddelbart sanselige. Han har i astronomien, som han gav sig meget af med, og hvor han var en skarp modstander af astrologien, vistnok stået den kopernikanske opfattelse nærmest. Han har i alle tilfælde støttet den med den vigtige iagttagelse, at en sten falder ned lige ved masten på et sejlende skib; officielt erklærede han sig for Tycho Brahes opfattelse, der bedre lader sig forene med kirkens lære.
Rum og tid, lærte han, var uafhængige af tænkende subjekters eksistens, de var særlige former af virkeligheden, der ville eksistere, selv om der ikke fandtes ting. Rum og tid tænkte han sig atomistisk altså bestående af usammensatte dele.
Han havde megen historisk sans og har bl.a. skrevet biografier af Kopernicus og Tycho Brahe. Hans samlede værker er udgivet i seks bind både i 1658 i Lyon i seks bind og i 1727 i Firenze.